# Anthophagus
Anthophagus — род стафилинид из подсемейства Omaliinae.

## Описание
Основание каждого коготка с узкой перепончатой лопастью.

## Систематика
К роду относятся:
- вид: Anthophagus caraboides (Linné, 1758)
- вид: Anthophagus alpestris Heer, 1839
- вид: Anthophagus angusticollis (Mannerheim, 1830)
- вид: Anthophagus melanocephalus Heer, 1839
- вид: Anthophagus omalinus Zetterstedt, 1828